# Draft 1992 de la NFL
1991 1993
La draft 1992 de la NFL est la procédure par laquelle les équipes de la National Football League (NFL) sélectionnent les joueurs de football américain universitaire. Elle a lieu du 26 au 27 avril 1992 au Marriot Marquis à New York,. Il y a également une draft supplémentaire après la régulière et avant la saison régulière.
La draft de 1992 est remarquable, car pour la première fois depuis 1958, une équipe, les Colts d’Indianapolis, détient les deux premiers choix. Aucun des deux n'a eu un impact majeur dans la ligue et la draft de 1992, rétrospectivement, est considérée comme l'un des pires de l'histoire de la ligue. C'est la seule depuis 1943 (en) à ne pas avoir de joueur au Pro Football Hall Of Fame. C'est également la dernière comportant douze tours de sélections; la ligue les réduisant à huit la saison suivante, puis à sept l'année suivante, ce qui est toujours le cas dans l'actualité (2019).
Cette draft met le point final à l'échange (en) de Herschell Walker entre les Vikings du Minnesota et les Cowboys de Dallas qui aura impliqué pas moins de 18 joueurs sur trois ans. C'est aussi l'année de l'arrivée de Brett Favre aux Packers de Green Bay, les Falcons d'Atlanta l'echangeant contre le 17e choix.

## Draft
La Draft se compose de 12 tours, qui permettent 28 choix chacun (soit un par équipe en principe).
L'ordre des franchises est normalement décidé pour chaque tour par leurs résultats au cours de la saison précédente : plus une équipe réussit sa saison, plus son choix de draft sera tardif, et inversement. Par exemple, les Colts d'Indianapolis, avec le pire bilan de la saison 1991 avec 1 victoires contre 15 défaites, obtiennent le premier choix de draft, et le premier choix de chaque tour. À l'inverse les Redskins de Washington, vainqueurs du Super Bowl XXVI et donc champions en titre, obtiennent le dernier choix de chaque tour.
Les choix de draft peuvent aussi être échangés entre les équipes, contre d'autres choix de draft ou même des joueurs, ce qui explique que certaines franchises aient plusieurs choix ou même aucun durant un tour.
Les franchises peuvent enfin recevoir des choix de compensations en fin de tour, qui permettent à des équipes ayant perdu plus de joueurs qu'ils ne pouvaient en acquérir à l'inter-saison d'effectuer une sélection supplémentaire.

Légende :
- ° : Intronisé au Pro Football Hall of Fame
- † : Joueur sélectionné pour le Pro Bowl

### 1ertour
Les joueurs sélectionnés au premier tour :
| Choix | Équipe                             | Joueur                 | Postes           | Université                       | Notes                                   |
| ----- | ---------------------------------- | ---------------------- | ---------------- | -------------------------------- | --------------------------------------- |
| 1     | Colts d'Indianapolis               | Steve Emtman           | Defensive end    | Huskies de Washington            |                                         |
| 2     | Colts d'Indianapolis               | Quentin Coryatt (en)   | Linebacker       | Aggies de Texas A&M              | Buccaneers → Colts,                     |
| 3     | Rams de Los Angeles                | Sean Gilbert (en) †    | Defensive end    | Panthers de Pittsburgh           |                                         |
| 4     | Redskins de Washington             | Desmond Howard †       | Wide Receiver    | Wolverines du Michigan           | Bengals → Redskins,                     |
| 5     | Packers de Green Bay               | Terrell Buckley (en)   | Cornerback       | Seminoles de Florida State       | [ Note 2 ]                              |
| 6     | Bengals de Cincinnati              | David Klingler (en)    | Quarterback      | Cougars de Houston               | Chargers → Redskins, → Bengals          |
| 7     | Dolphins de Miami                  | Troy Vincent (en) †    | Cornerback       | Badgers du Wisconsin             | Cardinals → Dolphins,                   |
| 8     | Falcons d'Atlanta                  | Bob Whitfield (en) †   | Offensive tackle | Cardinal de Stanford             | Patriots → Falcons,                     |
| 9     | Browns de Cleveland                | Tommy Vardell (en)     | Fullback         | Cardinal de Stanford             |                                         |
| 10    | Seahawks de Seattle                | Ray Roberts (en)       | Offensive tackle | Cavaliers de la Virginie         |                                         |
| 11    | Steelers de Pittsburgh             | Leon Searcy (en) †     | Offensive tackle | Hurricanes de Miami              |                                         |
| 12    | Dolphins de Miami                  | Marco Coleman (en) †   | Linebacker       | Yellow Jackets de Georgia Tech   |                                         |
| 13    | Patriots de la Nouvelle-Angleterre | Eugene Chung (en)      | Offensive tackle | Hokies de Virginia Tech          | Vikings → Cowboys, → Patriots,          |
| 14    | Giants de New York                 | Derek Brown (en)       | Tight End        | Fighting Irish de Notre-Dame     |                                         |
| 15    | Jets de New York                   | Johnny Mitchell (en)   | Tight End        | Cornhuskers du Nebraska          |                                         |
| 16    | Raiders de Los Angeles             | Chester McGlockton †   | Defensive end    | Tigers de Clemson                | ,                                       |
| 17    | Cowboys de Dallas                  | Kevin Smith            | Cornerback       | Aggies de Texas A&M              | Eagles → Packers, → Falcons, → Cowboys, |
| 18    | 49ers de San Francisco             | Dana Hall (en)         | Safety           | Huskies de Washington            |                                         |
| 19    | Falcons d'Atlanta                  | Tony Smith (en)        | Running Back     | Golden Eagles de Southern Miss   | Falcons → Patriots → Cowboys → Falcons  |
| 20    | Chiefs de Kansas City              | Dale Carter (en) †     | Cornerback       | Volunteers du Tennessee          | ,                                       |
| 21    | Saints de La Nouvelle-Orléans      | Vaughn Dunbar          | Running Back     | Hoosiers de l'Indiana            |                                         |
| 22    | Bears de Chicago                   | Alonzo Spellman (en)   | Defensive end    | Buckeyes d'Ohio State            |                                         |
| 23    | Chargers de San Diego              | Chris Mims (en)        | Defensive end    | Volunteers du Tennessee          | Oilers → Chargers,                      |
| 24    | Cowboys de Dallas                  | Robert Jones †         | Linebacker       | Pirates d'East Carolina          | [ Note 8 ]                              |
| 25    | Broncos de Denver                  | Tommy Maddox           | Quarterback      | Bruins d'UCLA                    | ,                                       |
| 26    | Lions de Détroit                   | Robert Porcher (en) †  | Defensive end    | Bulldogs de South Carolina State |                                         |
| 27    | Bills de Buffalo                   | John Fina (en)         | Offensive tackle | Wildcats de l'Arizona            |                                         |
| 28    | Bengals de Cincinnati              | Darryl Williams (en) † | Safety           | Hurricanes de Miami              | Redskins → Bengals                      |

#### Échanges1ertour
1. ↑    1. 2 Indianapolis envoie le quarterback Chris Chandler à Tampa Bay pour un premier tour de draft en 1992 (2e)
2. ↑    1. 4 Washington échange ses choix de premier tour (6e et 28e) et son choix de troisième tour (84e) avec Cincinnati pour un choix de premier tour (4e) et un choix de troisième tour (58e).
3. ↑    1. 6 Washington échange son choix de deuxième tour (47e) de la draft 1991 et son choix de cinquième tour de 1992 (140e) avec San Diego pour un choix de premier tour en 1992 (6e).
4. ↑    1. 6 voir #4 Bengals → Redskins
5. ↑    1. 7 Miami envoie le wide receiver Randal Hill (en) à Phoenix pour un choix de premier tour en 1992 (7e).
6. ↑    1. 8 Atlanta échange son choix de premier tour (19e), son choix de deuxième tour (46e) et son choix de quatrième tour (104e) avec la Nouvelle-Angleterre, pour un choix de premier tour (8e).
7. ↑    1. 13 Dallas échange le running back Herschell Walker, des choix de troisième, cinquième et dixième tours de la draft 1990 (54e, 116e et 249e)  et un choix de troisième tour de la draft 1991 avec le Minnesota contre le linebacker Jesse Solomon (en), le linebacker David Howard (en), le cornerback Issiac Holt (en), le running back Darrin Nelson (en), le defensive end Alex Stewart (en), un choix de premier tour de 1990 (21e), un choix de deuxième tour de 1990 (47e), un choix de sixième tour de 1990 (158e), un choix de premier tour de 1991 (11e), un choix de deuxième tour de 1991 (38e), un choix de premier tour en 1992 (13e), un choix de deuxième tour en 1992 (40e) et un choix de troisième tour en 1992 (71e).
8. ↑    1. 13 La Nouvelle-Angleterre échange son choix de premier tour (19e), son choix de deuxième tour (37e) et son choix de quatrième tour (104e) avec Dallas pour un choix de premier tour (13e) et un choix de troisième tour (71e).
9. ↑    1. 17 Green Bay échange son choix de premier tour (8e) de la draft 1991 avec Philadelphie pour un choix de premier tour en 1991 (19e) et un choix de premier tour en 1992 (17e).
10. ↑    1. 17 Atlanta échange le quarterback Brett Favre avec Green Bay pour un choix de premier tour en 1992 (17e).
11. ↑    1. 17 Dallas échange ses choix de premier et quatrième tour (19e et 104e) avec Atlanta pour des choix de premier (17e) et de cinquième tours (120e).
12. ↑    1. 19 voir #8 Patriots → Falcons
13. ↑    1. 19 voir #13 Cowboys → Patriots
14. ↑    1. 19 voir #17 Falcons → Cowboys
15. ↑    1. 23 San Diego envoie le defensive end Lee Williams (en) à Houston pour le wide receiver Shawn Jefferson (en) et un choix de premier tour en 1992 (23e).
16. ↑    1. 28 voir #4 Bengals → Redskins

### Joueurs notables sélectionnés aux tours suivants
| Choix | Équipe                             | Joueur                | Postes           | Université                               | Notes                        |
| ----- | ---------------------------------- | --------------------- | ---------------- | ---------------------------------------- | ---------------------------- |
| 29    | Colts d'Indianapolis               | Ashley Ambrose (en) † | Cornerback       | Delta Devils de Mississippi Valley State |                              |
| 31    | Bengals de Cincinnati              | Carl Pickens (en) †   | Wide receiver    | Volunteers du Tennessee                  |                              |
| 36    | Cowboys de Dallas                  | Jimmy Smith †         | Wide receiver    | Tigers de Jackson State                  | Browns → Cowboys,            |
| 37    | Cowboys de Dallas                  | Darren Woodson †      | Safety           | Sun Devils d'Arizona State               | Patriots → Cowboys           |
| 38    | Steelers de Pittsburgh             | Levon Kirkland †      | Linebacker       | Tigers de Clemson                        |                              |
| 56    | Lions de Détroit                   | Jason Hanson †        | Kicker           | Cougars de Washington State              | Redskins → Cowboys, → Lions, |
| 67    | Steelers de Pittsburgh             | Joel Steed (en) †     | Defensive tackle | Buffaloes du Colorado                    |                              |
| 91    | Cardinals de Phoenix               | Jeff Christy (en) †   | Offensive tackle | Panthers de Pittsburgh                   |                              |
| 125   | Vikings du Minnesota               | Ed McDaniel (en) †    | Linebacker       | Tigers de Clemson                        |                              |
| 150   | Seahawks de Seattle                | Michael Bates †       | Wide receiver    | Wildcats de l'Arizona                    |                              |
| 157   | Packers de Green Bay               | Mark Chmura (en) †    | Tight end        | Eagles de Boston College                 | 49ers → Packers,             |
| 166   | Jets de New York                   | Jeff Blake †          | Quarterback      | Pirates d'East Carolina                  | Broncos → Jets,              |
| 205   | Patriots de la Nouvelle-Angleterre | Sam Gash (en) †       | Fullback         | Nittany Lions de Penn State              |                              |
| 227   | Vikings du Minnesota               | Brad Johnson †        | Quarterback      | Seminoles de Florida State               | Buccaneers → Vikings,        |
| ND    | Bears de Chicago                   | Jim Schwantz (en) †   | Linebacker       | Boilermakers de Purdue                   |                              |

#### Échanges tours suivants
1. ↑    1. 36 Dallas échange un choix de deuxième tour (52e), un choix de troisième tour (78e), un choix de sixième tour (163e), un choix de huitième tour (222e) et un choix de douzième tour (329e) avec Cleveland choix de deuxième tour (36e) et choix de cinquième tour (121e).
2. ↑    1. 37 voir #13 Cowboys → Patriots
3. ↑    1. 56 Dallas échange un choix de deuxième tour (47e) et un choix de troisième tour (74e) avec Washington pour un choix de deuxième tour (56e) et un choix de troisième tour (58e).
4. ↑    1. 56 Détroit échange un choix de troisième tour (82e), un choix de quatrième tour (109e) et un choix de neuvième tour (250e) avec Dallas pour un choix de deuxième tour (56e).
5. ↑    1. 157 Green Bay échange un choix de quatrième tour (89e) et un choix de huitième tour (203e) avec San Francisco pour un choix de quatrième tour (103e), un choix de cinquième tour (130e) et un choix de sixième tour (157e) .
6. ↑    1. 166 Les Jets négocient un choix de septième tour en 1992 (181e) et un choix de huitième en 1992 (208e) avec Denver contre un choix de sixième tour en 1992 (166e).
7. ↑    1. 227 Le Minnesota échange le linebacker Jimmy Williams (en) avec Tampa Bay pour un choix de neuvième tour en 1992 (227e).

### Draft supplémentaire
Une draft supplémentaire a lieu pendant l’été de 1992. Pour chaque joueur sélectionné dans la draft supplémentaire, l’équipe perd son choix lors de ce tour dans la draft de la saison suivante. Les Giants de New York et les Chiefs de Kansas City ont décidé de faire des choix de premier et deuxième tour, respectivement.
| Tour | Équipe                | Joueur              | Position      | Université           | Note   |
| ---- | --------------------- | ------------------- | ------------- | -------------------- | ------ |
| 1    | Giants de New York    | Dave Brown (en)     | Quarterback   | Blue Devils de Duke  | [ 32 ] |
| 2    | Chiefs de Kansas City | Darren Mickell (en) | Defensive end | Gators de la Floride | [ 33 ] |